# County Championship 2025
Die County Championship 2025 ist die 125. Saison des nationalen First-Class-Cricket-Wettbewerbes in England und Wales und wird vom 4. April bis zum 27. September 2025 ausgetragen. Sie wird in zwei Divisionen ausgetragen, Division 1 und Division 2. In der Division 1 treten zehn und in der Division 2 acht Teams an, wobei jedes Team nur 14 Spiele bestreitet.

## Format
Die 18 First Class Counties werden nach den Resultaten der Saison 2024 in zwei Divisionen aufgeteilt. In jeder Division spielt jede Mannschaft gegen jede, jeweils ein Heim- und ein Auswärtsspiel, wobei in Division 1 die Rückspiele nur gegen fünf Gegner ausgetragen werden. Für einen Sieg erhält ein Team zunächst 16 Punkte, für ein Unentschieden (beide Mannschaften erzielen die gleiche Anzahl an Runs) 8 Punkte. Kann kein Ergebnis erzielt werden und endet das Spiel in einem Remis, bekommen beide Mannschaften 8 Punkte. Zusätzlich besteht die Möglichkeit, in den ersten 110 Over des ersten Innings Bonuspunkte zu sammeln. Dabei werden bis zu 5 Punkte für erzielte Runs und bis zu 3 Punkte für erzielte Wickets ausgegeben. Des Weiteren ist es möglich, dass Mannschaften Punkte abgezogen bekommen, wenn sie beispielsweise zu langsam spielen, oder der Platz nicht ordnungsgemäß vorbereitet war. Am Ende der Saison wird der Sieger der Division 1 County Champion. Die beiden Letztplatzierte dieser Division steigen ab und die beiden Bestplatzierten der Division 2 auf.

## Resultate

### Division 1
Tabelle

Der Stand der Tabelle der Division 1 zum 1. August 2025.
| Team            | Sp. | S | N | R | Bat | Bwl | Ded | Punkte |
| --------------- | --- | - | - | - | --- | --- | --- | ------ |
| Surrey          | 11  | 4 | 0 | 7 | 30  | 25  | 0   | 175    |
| Nottinghamshire | 11  | 4 | 1 | 6 | 29  | 25  | 0   | 166    |
| Somerset        | 11  | 4 | 2 | 5 | 18  | 28  | 1   | 149    |
| Warwickshire    | 11  | 3 | 1 | 7 | 20  | 24  | 0   | 148    |
| Hampshire       | 11  | 2 | 2 | 7 | 12  | 29  | 0   | 129    |
| Sussex          | 11  | 3 | 4 | 4 | 16  | 31  | 0   | 127    |
| Yorkshire       | 11  | 3 | 4 | 4 | 18  | 29  | 1   | 126    |
| Essex           | 11  | 2 | 3 | 6 | 18  | 28  | 0   | 126    |
| Durham          | 11  | 2 | 5 | 4 | 21  | 29  | 0   | 114    |
| Worcestershire  | 11  | 1 | 6 | 4 | 10  | 31  | 0   | 89     |

Sieg: 16 Punkte; Remis: 8 Punkte

### Division 2
Tabelle

Der Stand der Tabelle der Division 2 zum 1. August 2025.
| Team             | Sp. | S | N | R | Bat | Bwl | Ded | Punkte |
| ---------------- | --- | - | - | - | --- | --- | --- | ------ |
| Leicestershire   | 11  | 6 | 1 | 4 | 35  | 30  | 0   | 193    |
| Glamorgan        | 11  | 5 | 2 | 4 | 26  | 28  | 1   | 165    |
| Derbyshire       | 11  | 2 | 2 | 7 | 26  | 27  | 0   | 141    |
| Middlesex        | 11  | 4 | 4 | 3 | 21  | 29  | 0   | 138    |
| Gloucestershire  | 11  | 1 | 3 | 7 | 30  | 29  | 0   | 131    |
| Lancashire       | 11  | 2 | 3 | 6 | 19  | 28  | 0   | 127    |
| Northamptonshire | 11  | 2 | 4 | 5 | 23  | 28  | 0   | 123    |
| Kent             | 11  | 2 | 5 | 4 | 16  | 25  | 8   | 97     |

Sieg: 16 Punkte; Remis: 8 Punkte

## Spiele

### Division 1

#### April
| 4. – 7. April Scorecard | Chelmsford | Essex 582-6d (147.2) | – | Surrey 365 (129.5) & 219-6 (f/o) |
|                         |            | Remis                |   |                                  |

| 4. – 7. April Scorecard | Southampton | Yorkshire 121 (34.4) & 275 (99.5) | – | Hampshire 249 (89.2) & 148-5 (39.3) |
|                         |             | Hampshire gewinnt mit 5 Wickets   |   |                                     |

| 4. – 7. April Scorecard | Taunton | Worcestershire 154 (45.3) & 485-9 (200) | – | Somerset 670-7d (149.4) |
|                         |         | Remis                                   |   |                         |

| 4. – 7. April Scorecard | Birmingham | Sussex 528 (136.3) & 313-7d (85) | – | Warwickshire 454 (113.2) & 104-2 (28) |
|                         |            | Remis                            |   |                                       |

| 4. – 7. April Scorecard | Nottingham | Durham 378 (99.5) & 289 (85.3)        | – | Nottinghamshire 579 (155.5) & 89-2 (17.1) |
|                         |            | Nottinghamshire gewinnt mit 8 Wickets |   |                                           |

| 11. – 14. April Scorecard | Chester-le-Street | Durham 387 (107.5) & 276-8d (77)  | – | Warwickshire 325 (92.1) & 344-9 (92.3) |
|                           |                   | Warwickshire gewinnt mit 1 Wicket |   |                                        |

| 11. – 14. April Scorecard | Nottingham | Nottinghamshire 347 (104) & 385 (115.1) | – | Essex 367 (105.4) & 106-1 (31) |
|                           |            | Remis                                   |   |                                |

| 11. – 14. April Scorecard | London (Oval) | Surrey 253 (77.3) & 342-9d (93) | – | Hampshire 219 (69.2) & 300-5 (102.2) |
|                           |               | Remis                           |   |                                      |

| 11. – 14. April Scorecard | Hove | Sussex 294 (74.4) & 501-7d (131) | – | Somerset 201 (46) & 334 (99.3) |
|                           |      | Sussex gewinnt mit 260 Runs      |   |                                |

| 11. – 14. April Scorecard | Leeds | Yorkshire 456 (101.2) & 315-4d (56) | – | Worcestershire 162 (66.3) & 105 (37.1) |
|                           |       | Yorkshire gewinnt mit 504 Runs      |   |                                        |

| 18. – 21. April Scorecard | Hove | Sussex 435 (132.2) & 132-0 (36) | – | Surrey 490 (109.1) |
|                           |      | Remis                           |   |                    |

| 18. – 21. April Scorecard | Chester-le-Street | Yorkshire 307 (86) & 277-6 (105.3) | – | Durham 427 (106.2) |
|                           |                   | Remis                              |   |                    |

| 18. – 21. April Scorecard | Chelmsford | Essex 179 (58.4) & 317 (95) | – | Worcestershire 202 (54) & 266 (84.4) |
|                           |            | Essex gewinnt mit 28 Runs   |   |                                      |

| 18. – 21. April Scorecard | Southampton | Somerset 184 (54) & 163-2 (61.3) | – | Hampshire 336 (93) |
|                           |             | Remis                            |   |                    |

| 18. – 21. April Scorecard | Birmingham | Warwickshire 93 (36.4) & 181-6 (80.4) | – | Nottinghamshire 367 (94.4) |
|                           |            | Remis                                 |   |                            |

| 25. – 28. April Scorecard | Nottingham | Sussex 169 (59) & 278 (94.2)          | – | Nottinghamshire 300 (68.3) & 148-1 (25.5) |
|                           |            | Nottinghamshire gewinnt mit 9 Wickets |   |                                           |

| 25. – 28. April Scorecard | London (Oval) | Somerset 283 (95.1) & 119 (35.5) | – | Surrey 367 (108.1) & 36-2 (5.2) |
|                           |               | Surrey gewinnt mit 8 Wickets     |   |                                 |

| 25. – 28. April Scorecard | Worcester | Worcestershire 162 (68.2) & 81 (23.5) | – | Durham 136 (56) & 108-4 (26.3) |
|                           |           | Durham gewinnt mit 6 Wickets          |   |                                |

#### Mai
| 2. – 5. Mai Scorecard | Leeds | Yorkshire 205 (52.2) & 232 (70.2)  | – | Warwickshire 253 (61) & 186-5 (43.2) |
|                       |       | Warwickshire gewinnt mit 5 Wickets |   |                                      |

| 2. – 5. Mai Scorecard | Southampton | Durham 511 (148.2) & 61-0 (25) | – | Hampshire 470 (154.5) |
|                       |             | Remis                          |   |                       |

| 2. – 5. Mai Scorecard | Taunton | Essex 206 (88.2) & 259 (78.4)  | – | Somerset 145 (46.3) & 325-7 (93.4) |
|                       |         | Somerset gewinnt mit 3 Wickets |   |                                    |

| 9. – 12. Mai Scorecard | Chelmsford | Essex 216 (77.5) & 426-6d (115.2) | – | Yorkshire 123 (60.4) & 263-9 (133) |
|                        |            | Remis                             |   |                                    |

| 9. – 12. Mai Scorecard | Birmingham | Warwickshire 665-5d (160) | – | Surrey 504 (178.2) & 15-0 (5) (f/o) |
|                        |            | Remis                     |   |                                     |

| 9. – 12. Mai Scorecard | Nottingham | Nottinghamshire 333 (91.1) & 345 (91.1) | – | Hampshire 196 (49.2) & 116 (33.3) |
|                        |            | Nottinghamshire gewinnt mit 366 Runs    |   |                                   |

| 9. – 12. Mai Scorecard | Hove | Sussex 284 (90.3) & 256 (79.4) | – | Worcestershire 180 (70.4) & 313 (106.2) |
|                        |      | Sussex gewinnt mit 47 Runs     |   |                                         |

| 16. – 19. Mai Scorecard | Chester-le-Street | Nottinghamshire 407 (92.3) & 347 (91.2) | – | Durham 664 (174.1) & 92-3 (16.2) |
|                         |                   | Durham gewinnt mit 7 Wickets            |   |                                  |

| 16. – 19. Mai Scorecard | Taunton | Somerset 338 (105.1) & 150-5 (39.2) | – | Sussex 152 (46.2) & 335 (97.2) (f/o) |
|                         |         | Somerset gewinnt mit 5 Wickets      |   |                                      |

| 16. – 19. Mai Scorecard | London (Oval) | Yorkshire 255 (80.4) & 229 (82.1)            | – | Surrey 512 (140.4) |
|                         |               | Surrey gewinnt mit einem Innings und 28 Runs |   |                    |

| 16. – 19. Mai Scorecard | Birmingham | Hampshire 300 (85.4) & 203 (57.4) | – | Warwickshire 194 (55.4) & 220 (68) |
|                         |            | Hampshire gewinnt mit 89 Runs     |   |                                    |

| 16. – 19. Mai Scorecard | Worcester | Worcestershire 358 (99.2) & 134 (57.3) | – | Essex 157 (60) & 110 (43.5) |
|                         |           | Worcestershire gewinnt mit 225 Runs    |   |                             |

| 23. – 26. Mai Scorecard | Chester-le-Street | Durham 277 (77) & 159 (43)     | – | Somerset 172 (38.4) & 267-3 (77.1) |
|                         |                   | Somerset gewinnt mit 7 Wickets |   |                                    |

| 23. – 26. Mai Scorecard | Southampton | Hampshire 154 (52.3) & 165 (47) | – | Sussex 297 (105) & 23-1 (4.4) |
|                         |             | Sussex gewinnt mit 9 Wickets    |   |                               |

| 23. – 26. Mai Scorecard | London (Oval) | Essex 217 (62.2) & 479 (139.1) | – | Surrey 279 (72.4) & 289-7 (84) |
|                         |               | Remis                          |   |                                |

| 23. – 26. Mai Scorecard | Worcester | Warwickshire 227 (77.2) & 280 (90.5) | – | Worcestershire 181 (69.1) & 181-8 (61.2) |
|                         |           | Remis                                |   |                                          |

| 23. – 26. Mai Scorecard | Leeds | Nottinghamshire 228 (81.2) & 393-8d (98) | – | Yorkshire 159 (44.3) & 299 (120.3) |
|                         |       | Nottinghamshire gewinnt mit 163 Runs     |   |                                    |

#### Juni und Juli
| 22. – 25. Juni Scorecard | Chester-le-Street | Sussex 361 (106.5) & 322-6d (111.2) | – | Durham 327 (106) |
|                          |                   | Remis                               |   |                  |

| 22. – 25. Juni Scorecard | Chelmsford | Essex 296 (98.1) & 358-6d (119) | – | Hampshire 453 (138.1) |
|                          |            | Remis                           |   |                       |

| 22. – 25. Juni Scorecard | Birmingham | Somerset 498 (133.3) & 229-8d (53.1) | – | Warwickshire 351 (121.1) & 161-4 (56) |
|                          |            | Remis                                |   |                                       |

| 22. – 25. Juni Scorecard | Worcester | Worcestershire 214 (78.5) & 125 (36) | – | Surrey 291 (91.3) & 53-1 (15) |
|                          |           | Surrey gewinnt mit 9 Wickets         |   |                               |

| 22. – 25. Juni Scorecard | Nottingham | Nottinghamshire 487 (132.4) & 148-1d (48) | – | Yorkshire 510 (185.4) |
|                          |            | Remis                                     |   |                       |

| 29. Juni – 2. Juli Scorecard | York | Essex 368 (136) & 131 (59.1)     | – | Yorkshire 459 (131.2) & 41-0 (9) |
|                              |      | Yorkshire gewinnt mit 10 Wickets |   |                                  |

| 29. Juni – 2. Juli Scorecard | London (Oval) | Surrey 820-9d (161.3) | – | Durham 362 (131.1) & 262-0 (55.4) (f/o) |
|                              |               | Remis                 |   |                                         |

| 29. Juni – 2. Juli Scorecard | Taunton | Somerset 379 (119) & 238-4d (75) | – | Nottinghamshire 509 (163.2) |
|                              |         | Remis                            |   |                             |

| 29. Juni – 2. Juli Scorecard | Southampton | Worcestershire 679-7d (160) | – | Hampshire 221 (90.3) & 294-4 (117) (f/o) |
|                              |             | Remis                       |   |                                          |

| 29. Juni – 2. Juli Scorecard | Hove | Warwickshire 415 (107.5) & 260-4d (88) | – | Sussex 533 (151.4) |
|                              |      | Remis                                  |   |                    |

| 22. – 25. Juli Scorecard | Taunton | Durham 145 (30.1) & 190 (58.2) | – | Somerset 250 (49.3) & 89-5 (19.2) |
|                          |         | Somerset gewinnt mit 5 Wickets |   |                                   |

| 22. – 25. Juli Scorecard | Southampton | Nottinghamshire 578-8d (132.3) & 108-1d (34) | – | Hampshire 454 (178.3) |
|                          |             | Remis                                        |   |                       |

| 22. – 25. Juli Scorecard | Hove | Sussex 204 (52.4) & 261 (82.1)              | – | Essex 504 (118) |
|                          |      | Essex gewinnt mit einem Innings und 39 Runs |   |                 |

| 22. – 25. Juli Scorecard | Scarborough | Yorkshire 517-6d (130) & 120-5 (56.3) | – | Surrey 537 (120) |
|                          |             | Remis                                 |   |                  |

| 22. – 25. Juli Scorecard | Birmingham | Worcestershire 333 (108.1) & 243 (86.4) | – | Warwickshire 184 (58.5) & 396-5 (93.2) |
|                          |            | Warwickshire gewinnt mit 5 Wickets      |   |                                        |

| 29. Juli – 1. August Scorecard | Chester-le-Street | Durham 153 (55.1) & 344 (113.4) | – | Surrey 322 (68.1) & 176-5 (38.2) |
|                                |                   | Surrey gewinnt mit 5 Wickets    |   |                                  |

| 29. Juli – 1. August Scorecard | Chelmsford | Essex 602-6d (149) & 96-1 (31) | – | Warwickshire 485 (133.4) |
|                                |            | Remis                          |   |                          |

| 29. Juli – 1. August Scorecard | Scarborough | Sussex 222 (99.5) & 195 (96.4)                   | – | Yorkshire 545-9d (140) |
|                                |             | Yorkshire gewinnt mit einem Innings und 128 Runs |   |                        |

| 29. Juli – 1. August Scorecard | Worcester | Hampshire 293 (87.3) & 313-7d (80) | – | Worcestershire 249 (91.1) & 303-8 (52.5) |
|                                |           | Remis                              |   |                                          |

| 29. Juli – 1. August Scorecard | Nottingham | Somerset 438 (132.3) & 200-5d (66) | – | Nottinghamshire 544 (159.2) |
|                                |            | Remis                              |   |                             |

#### September
| 8. – 11. September Scorecard | Chelmsford | Essex | – | Durham |
|                              |            |       |   |        |

| 8. – 11. September Scorecard | Taunton | Somerset | – | Yorkshire |
|                              |         |          |   |           |

| 8. – 11. September Scorecard | London (Oval) | Surrey | – | Warwickshire |
|                              |               |        |   |              |

| 8. – 11. September Scorecard | Hove | Sussex | – | Hampshire |
|                              |      |        |   |           |

| 8. – 11. September Scorecard | Worcester | Worcestershire | – | Nottinghamshire |
|                              |           |                |   |                 |

| 15. – 18. September Scorecard | Birmingham | Warwickshire | – | Essex |
|                               |            |              |   |       |

| 15. – 18. September Scorecard | Chester-le-Street | Durham | – | Worcestershire |
|                               |                   |        |   |                |

| 15. – 18. September Scorecard | Hove | Sussex | – | Yorkshire |
|                               |      |        |   |           |

| 15. – 18. September Scorecard | London (Oval) | Surrey | – | Nottinghamshire |
|                               |               |        |   |                 |

| 15. – 18. September Scorecard | Taunton | Somerset | – | Hampshire |
|                               |         |          |   |           |

| 24. – 27. September Scorecard | Chelmsford | Essex | – | Somerset |
|                               |            |       |   |          |

| 24. – 27. September Scorecard | Nottingham | Nottinghamshire | – | Warwickshire |
|                               |            |                 |   |              |

| 24. – 27. September Scorecard | Southampton | Hampshire | – | Surrey |
|                               |             |           |   |        |

| 24. – 27. September Scorecard | Worcester | Worcestershire | – | Sussex |
|                               |           |                |   |        |

| 24. – 27. September Scorecard | Leeds | Yorkshire | – | Durham |
|                               |       |           |   |        |

### Division 2

#### April
| 4. – 7. April Scorecard | Northampton | Kent 231 (62.5) & 171 (55.3) | – | Northamptonshire 143 (42) & 114 (35.4) |
|                         |             | Kent gewinnt mit 145 Runs    |   |                                        |

| 4. – 7. April Scorecard | Derby | Gloucestershire 222 (70.4) & 259 (87.1) | – | Derbyshire 391 (78.5) & 93-1 (19.3) |
|                         |       | Derbyshire gewinnt mit 9 Wickets        |   |                                     |

| 4. – 7. April Scorecard | London (Lord’s) | Middlesex 260 (68.2) & 407 (119.4) | – | Lancashire 359 (123.3) & 262-8 (66.5) |
|                         |                 | Remis                              |   |                                       |

| 4. – 7. April Scorecard | Cardiff | Glamorgan 229 (74.3) & 248 (86)       | – | Leicestershire 427 (118) & 53-0 (6) |
|                         |         | Leicestershire gewinnt mit 10 Wickets |   |                                     |

| 11. – 14. April Scorecard | Canterbury | Middlesex 222 (60.3) & 311 (101.4) | – | Kent 218 (49) & 316-2 (64.4) |
|                           |            | Kent gewinnt mit 8 Wickets         |   |                              |

| 11. – 14. April Scorecard | Manchester | Northamptonshire 496 (143.1) | – | Lancashire 228 (82.1) & 351-9 (149) (f/o) |
|                           |            | Remis                        |   |                                           |

| 11. – 14. April Scorecard | Leicester | Leicestershire 484 (107.2) & 357-9d (80) | – | Derbyshire 393 (95.3) & 305-4 (80) |
|                           |           | Remis                                    |   |                                    |

| 11. – 14. April Scorecard | Bristol | Gloucestershire 546 (137.5) | – | Glamorgan 385 (107.5) & 288-4 (88.3) (f/o) |
|                           |         | Remis                       |   |                                            |

| 18. – 21. April Scorecard | Manchester | Lancashire 263 (96) & 90-3 (24) | – | Leicestershire 491-8d (123) |
|                           |            | Remis                           |   |                             |

| 18. – 21. April Scorecard | London (Lord’s) | Glamorgan 199 (69.5) & 329 (108) | – | Middlesex 470-9d (146) & 59-1 (7.5) |
|                           |                 | Middlesex gewinnt mit 9 Wickets  |   |                                     |

| 18. – 21. April Scorecard | Canterbury | Gloucestershire 472 (110.5) & 333-5d (86) | – | Kent 393 (105.3) & 124-6 (40.3) |
|                           |            | Remis                                     |   |                                 |

| 18. – 21. April Scorecard | Derby | Derbyshire 307 (81.5) & 202-3 (56) | – | Northamptonshire 500-8d (112) |
|                           |       | Remis                              |   |                               |

| 25. – 28. April Scorecard | Bristol | Gloucestershire 252 (69) & 152 (62.4) | – | Leicestershire 262 (84.1) & 146-8 (45.4) |
|                           |         | Leicestershire gewinnt mit 2 Wickets  |   |                                          |

| 25. – 28. April Scorecard | Derby | Derbyshire 472 (155.3) | – | Middlesex 315 (110.1) & 307-7 (100) (f/o) |
|                           |       | Remis                  |   |                                           |

#### Mai
| 2. – 5. Mai Scorecard | Leicester | Leicestershire 304 (88.3) & 175 (59.1) | – | Northamptonshire 191 (67.3) & 156 (58.2) |
|                       |           | Leicestershire gewinnt mit 132 Runs    |   |                                          |

| 2. – 5. Mai Scorecard | London (Lord’s) | Kent 129 (50.3) & 473 (130.5)   | – | Middlesex 238 (65) & 366-8 (119) |
|                       |                 | Middlesex gewinnt mit 2 Wickets |   |                                  |

| 2. – 5. Mai Scorecard | Manchester | Lancashire 450 (128) & 255-8 (88) | – | Gloucestershire 589-8d (158) |
|                       |            | Remis                             |   |                              |

| 2. – 5. Mai Scorecard | Cardiff | Glamorgan 431 (127.4) & 256-7d (82) | – | Derbyshire 350 (107) & 308-9 (65) |
|                       |         | Remis                               |   |                                   |

| 9. – 12. Mai Scorecard | Northampton | Northamptonshire 238 (56.1) & 273 (73.2) | – | Lancashire 276 (81.1) & 165 (58.4) |
|                        |             | Northamptonshire gewinnt mit 70 Runs     |   |                                    |

| 9. – 12. Mai Scorecard | Canterbury | Glamorgan 549-9d (132)                           | – | Kent 212 (74.1) & 176 (48.2) (f/o) |
|                        |            | Glamorgan gewinnt mit einem Innings und 161 Runs |   |                                    |

| 16. – 19. Mai Scorecard | Bristol | Kent 424 (110.4) & 253 (84.4)         | – | Gloucestershire 516 (125) & 162-7 (43.1) |
|                         |         | Gloucestershire gewinnt mit 3 Wickets |   |                                          |

| 16. – 19. Mai Scorecard | Manchester | Lancashire 458 (155.1) & 184-7d (40) | – | Derbyshire 314 (97.3) & 220-8 (87.5) |
|                         |            | Remis                                |   |                                      |

| 16. – 19. Mai Scorecard | London (Lord’s) | Middlesex 232 (86.2) & 143 (57.5)    | – | Leicestershire 274 (96.4) & 102-3 (24.3) |
|                         |                 | Leicestershire gewinnt mit 7 Wickets |   |                                          |

| 16. – 19. Mai Scorecard | Cardiff | Northamptonshire 185 (65.2) & 304 (95.4) | – | Glamorgan 424 (107.1) & 66-2 (16.2) |
|                         |         | Glamorgan gewinnt mit 8 Wickets          |   |                                     |

| 23. – 26. Mai Scorecard | Cardiff | Glamorgan 383 (115.4) & 8-0 (2.2) | – | Middlesex 155 (52) & 235 (58.3) (f/o) |
|                         |         | Glamorgan gewinnt mit 10 Wickets  |   |                                       |

| 23. – 26. Mai Scorecard | Leicester | Lancashire 206 (77.4) & 248 (81.2)                  | – | Leicestershire 457 (109.5) |
|                         |           | Leicestershire gewinnt mit einem Innings und 3 Runs |   |                            |

| 23. – 26. Mai Scorecard | Northampton | Northamptonshire 469 (139.2) & 259-6d (49) | – | Gloucestershire 379-8d (111) & 214-6 (56.4) |
|                         |             | Remis                                      |   |                                             |

| 23. – 26. Mai Scorecard | Derby | Derbyshire 587-5d (140)                          | – | Kent 326 (98.5) & 247 (70.4) (f/o) |
|                         |       | Derbyshire gewinnt mit einem Innings und 14 Runs |   |                                    |

#### Juni und Juli
| 22. – 25. Juni Scorecard | Northampton | Middlesex 413 (101) & 332-8d (78)      | – | Northamptonshire 435 (125.2) & 313-6 (62.3) |
|                          |             | Northamptonshire gewinnt mit 4 Wickets |   |                                             |

| 22. – 25. Juni Scorecard | Leicester | Glamorgan 353 (110.2) & 342-6d (121) | – | Leicestershire 576-7d (129) |
|                          |           | Remis                                |   |                             |

| 22. – 25. Juni Scorecard | Bristol | Gloucestershire 187 (59.2) & 526-6d (147) | – | Derbyshire 398 (105.5) & 296-8 (66.5) |
|                          |         | Remis                                     |   |                                       |

| 22. – 25. Juni Scorecard | Manchester | Kent 374 (123.2) & 328-8 (92) | – | Lancashire 639-9d (142) |
|                          |            | Remis                         |   |                         |

| 29. Juni – 2. Juli Scorecard | Leicester | Middlesex 534 (154.3)                            | – | Leicestershire 205 (74) & 202 (53.2) (f/o) |
|                              |           | Middlesex gewinnt mit einem Innings und 127 Runs |   |                                            |

| 29. Juni – 2. Juli Scorecard | Canterbury | Kent 566-8d (155.5) & 160-8 (61) | – | Northamptonshire 722-6d (146) |
|                              |            | Remis                            |   |                               |

| 29. Juni – 2. Juli Scorecard | Chesterfield | Lancashire 367 (93.2) & 406-6d (73.5) | – | Derbyshire 261 (67) & 251 (83.4) |
|                              |              | Lancashire gewinnt mit 261 Runs       |   |                                  |

| 29. Juni – 2. Juli Scorecard | Cardiff | Gloucestershire 380 (120.1) & 255-7d (95) | – | Glamorgan 528 (151.1) |
|                              |         | Remis                                     |   |                       |

| 22. – 25. Juli Scorecard | Cardiff | Kent 155 (53.2) & 360 (114.3)   | – | Glamorgan 327 (100.5) & 189-5 (45.5) |
|                          |         | Glamorgan gewinnt mit 5 Wickets |   |                                      |

| 22. – 25. Juli Scorecard | Northwood | Middlesex 625-8d (146)                           | – | Northamptonshire 261 (81.3) & 257 (90) (f/o) |
|                          |           | Middlesex gewinnt mit einem Innings und 107 Runs |   |                                              |

| 22. – 25. Juli Scorecard | Derby | Leicestershire 398 (117.1) & 236-9d (42.3) | – | Derbyshire 189 (71.1) & 256 (116.3) |
|                          |       | Leicestershire gewinnt mit 189 Runs        |   |                                     |

| 22. – 25. Juli Scorecard | Cheltenham | Lancashire 557 (141.4) & 285 (98) | – | Gloucestershire 381 (113.4) & 111-1 (21) |
|                          |            | Lancashire gewinnt mit 9 Wickets  |   |                                          |

| 29. Juli – 1. August Scorecard | Northampton | Derbyshire 377 (104.2) & 185-5 (62) | – | Northamptonshire 550-9 (155.5) |
|                                |             | Remis                               |   |                                |

| 29. Juli – 1. August Scorecard | Cheltenham | Middlesex 445 (108.5) | – | Gloucestershire 404-9 (88.4) |
|                                |            | Remis                 |   |                              |

| 29. Juli – 1. August Scorecard | Manchester | Glamorgan 261 (97.2) & 348-7d (76) | – | Lancashire 137 (52.3) & 318 (74.5) |
|                                |            | Glamorgan gewinnt mit 154 Runs     |   |                                    |

| 29. Juli – 1. August Scorecard | Canterbury | Leicestershire 471 (114.5) | – | Kent 445-8 (152) |
|                                |            | Remis                      |   |                  |

#### September
| 8. – 11. September Scorecard | Leicester | Leicestershire | – | Gloucestershire |
|                              |           |                |   |                 |

| 8. – 11. September Scorecard | London (Lord’s) | Middlesex | – | Derbyshire |
|                              |                 |           |   |            |

| 8. – 11. September Scorecard | Northampton | Northamptonshire | – | Glamorgan |
|                              |             |                  |   |           |

| 8. – 11. September Scorecard | Canterbury | Kent | – | Lancashire |
|                              |            |      |   |            |

| 15. – 18. September Scorecard | Leicester | Leicestershire | – | Kent |
|                               |           |                |   |      |

| 15. – 18. September Scorecard | Manchester | Lancashire | – | Middlesex |
|                               |            |            |   |           |

| 15. – 18. September Scorecard | Bristol | Gloucestershire | – | Northamptonshire |
|                               |         |                 |   |                  |

| 15. – 18. September Scorecard | Derby | Derbyshire | – | Glamorgan |
|                               |       |            |   |           |

| 24. – 27. September Scorecard | Northampton | Northamptonshire | – | Leicestershire |
|                               |             |                  |   |                |

| 24. – 27. September Scorecard | Canterbury | Kent | – | Derbyshire |
|                               |            |      |   |            |

| 24. – 27. September Scorecard | London (Lord’s) | Middlesex | – | Gloucestershire |
|                               |                 |           |   |                 |

| 24. – 27. September Scorecard | Cardiff | Glamorgan | – | Lancashire |
|                               |         |           |   |            |